# Lipotriches desolata
Lipotriches desolata är en biart som först beskrevs av Cockerell 1941.  Lipotriches desolata ingår i släktet Lipotriches och familjen vägbin. Inga underarter finns listade i Catalogue of Life.